# El-Ghriba-Synagoge

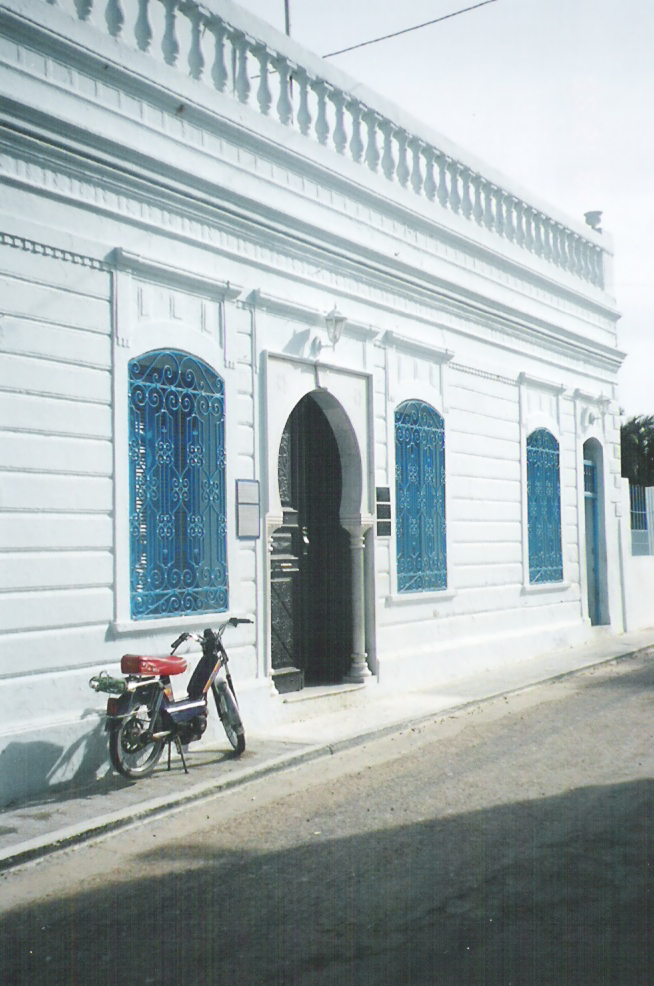
Fassade der Synagoge, 1999

Die el-Ghriba-Synagoge (arabisch كنيس الغريبة, DMG kanīs al-Ġarība, tunesisch-arabisch knīs əl-Ġrībä) auf der tunesischen Insel Djerba ist die älteste erhaltene Synagoge in Nordafrika, zu der jüdische Pilger und auch Touristen kommen.

## Beschreibung
Die Synagoge liegt im Dorf Er-Riadh, einige Kilometer südwestlich von Houmt Souk auf der tunesischen Insel Djerba. Die Ghriba ist die berühmteste von etwa 20 Synagogen, die in den drei jüdischen Dörfern auf Djerba bis in die 1950er Jahre benutzt wurden.
Ghriba bedeutet auf Arabisch „wunderbar“ oder „fremd“ und spiegelt die besondere Bedeutung der Synagoge in den jüdischen Traditionen von Tunesien wider. Sie ist die bekannteste von mehreren Synagogen, die denselben Namen tragen und die sich in anderen Ländern Nordafrikas (z. B. bei Annaba, Algerien) befinden.

## Geschichte
Eine Legende besagt, die Errichtung der Synagoge gehe auf die Flucht der Hohenpriester nach der Zerstörung des salomonischen Tempels durch die Babylonier unter Nebukadnezar II. im Jahre 586 v. Chr. zurück. Die Hohepriester sollen eine Tür und einen Stein des Altars im zerstörten Tempel mitgebracht haben. Heute können die Besucher einen Stein sehen, der in eines der Gewölbe der Synagoge eingegliedert wurde und der als Bindeglied zwischen Jerusalem und der jüdischen Diaspora angesehen wird.
Auch andere Traditionen versuchen, die Bedeutung und die Heiligkeit der Synagoge zu erklären. Nach einer von ihnen wird die Synagoge in der ersten Hälfte des 19. Jahrhunderts an einer Stelle errichtet, an der zuvor ein junges fremdes Mädchen (ghriba) gelebt hatte, das von den Einwohnern der Insel nicht akzeptiert wurde. Da sie in einem Feuer gestorben sein soll, das wohl ihre Hütte, aber nicht ihren Körper zerstörte, dachten die Juden von Djerba, dass sie heilig gewesen sei, und beschlossen, an diesem Ort eine Synagoge zu errichten. Eine andere Variante erzählt, das Mädchen sei ein jüdischer Flüchtling gewesen und habe sich mit einer Torahrolle und einem Stein des Tempels von Jerusalem nach Djerba gerettet, sei dort jedoch an Erschöpfung gestorben und man habe die Synagoge am Ort ihres Todes erbaut.

### Anschläge
1985: Am Simchat-Tora-Fest im Jahre 1985 eröffnete einer der für die Sicherheit der Synagoge verantwortlichen einheimischen Polizisten das Feuer auf die feiernden Juden und tötete dabei drei Menschen, darunter ein Kind.
2002: Am 11. April 2002 wurde ein Anschlag auf Touristen, die die al-Ghriba-Synagoge besuchten, verübt. Dabei fuhr ein Lastwagen, der mit 5000 Litern Flüssiggas beladen war, gegen die Synagoge und explodierte. 19 Touristen starben (14 davon aus Deutschland), weitere rund 30 Personen wurden zum Teil schwer verletzt.
Siehe: Anschlag auf die Al-Ghriba-Synagoge 2002.
2023: Während Lag baOmer, wo Hunderte von Juden ihre jährliche Pilgerreise abhielten, verübte am Abend des 9. Mai 2023 ein im Marine-Zentrum der tunesischen Nationalgarde der Hafenstadt Aghir (Djerba) eingesetzter, wegen seiner islamistischen Tendenzen von der Nationalgarde suspendierter tunesischer Marineoffizier, nachdem er einem Polizisten die Waffe abgenommen und diesen getötet hatte, einen Anschlag, bei dem insgesamt mindestens fünf Menschen getötet wurden. Mindestens zehn weitere wurden verletzt. Bei den Opfern unter den Betenden handelte es sich um Adiel Hadad, einen 30-jährigen tunesisch-israelischen Doppelbürger, der in Netivot lebte, und seinen Cousin Benjamin Haddad, einen in Frankreich lebenden jüdischen Geschäftsmann. Des Weiteren wurden zwei Wachmänner getötet sowie der Attentäter selbst bei einem sich anschließenden Feuergefecht.

## Gebäude
Die Synagoge wurde Ende des 19. Jahrhunderts an der Stelle des antiken Gebäudes aus dem 6. Jahrhundert errichtet.

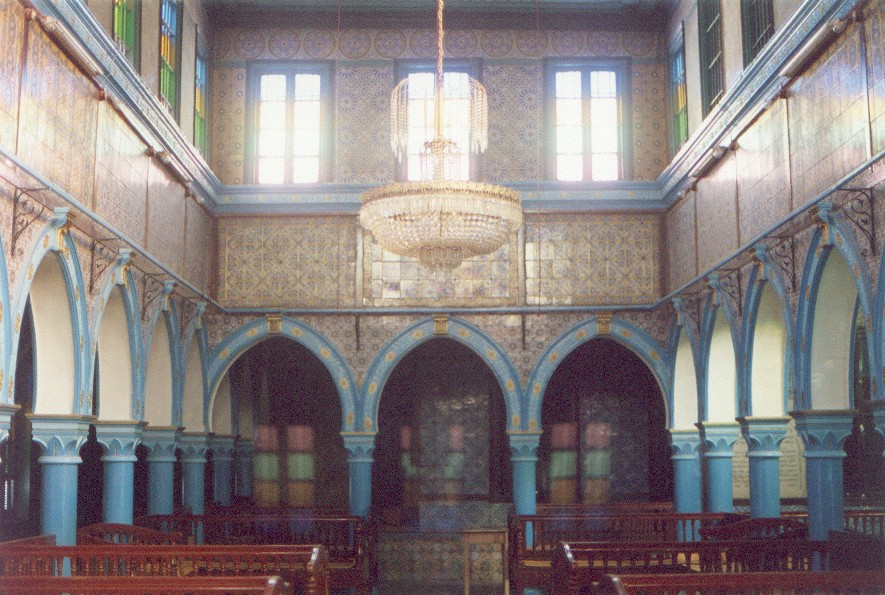
Innenansicht der Synagoge

Die aktuelle Synagoge, außen ein bescheidenes Gebäude, innen aber reich verziert, setzt sich im Unterschied zu den anderen Synagogen von Djerba aus zwei bedeckten Sälen zusammen. Nach verschiedenen baulichen Ergänzungen im Laufe der Zeit wurde der erste Saal durch Überdachung aus einem früher offenen Innenhof gebildet, um die Kapazität für die Gläubigen zu erhöhen. Am Eingang befinden sich zwei Kolonnen, die den Saal in drei Bereiche teilen. Dieser Saal ist mit dem Hauptsaal durch drei Gewölbe verbunden. Das Saalende zählt ebenfalls zwei Kolonnen, die ein hohes und offenes Oberlicht zahlreicher Fenster unterstützen. Anfänglich hatte der Saal zwölf Fenster entsprechend den zwölf Stämmen von Israel.
Bei späteren Renovierungen und Umbauten wurden weitere Fenster eingebaut. Auch an der Nordseite wurden Änderungen vorgenommen. Das Teva (der Toraschrein) ist unter dem Oberlicht angesiedelt (am westlichen Ende des Betsaals). Allerdings fehlt die letzte Säule auf der Ostseite; wahrscheinlich ist diese nie gebaut worden. Die lokale Tradition sieht dort ein Zeichen der Erinnerung an die Zerstörung des Tempels von Jerusalem. Außerdem behauptet man, dass das Bauwerk unfertig bleiben soll, denn „nichts ist, ausgenommen der Gottheit, vollkommen“. Die Holzbänke für die Gläubigen sind um das Teva herum angeordnet. Die inneren Mauern sind mit Keramikfliesen mit blauen, weißen und braunen Ornamenten geschmückt, welche in Handarbeit bemalt wurden. Eine Nische unterhalb des heiligen Bogens gibt die Stelle an, wo der Körper des jungen Mädchens gefunden worden sei: Man kennt es als „die Höhle des Mädchens“.
Der innere Hof ist von bedeckten Loggien umgeben, welche auf Säulen stehen. Die angrenzenden Gebäude dienen den Pilgern als Unterkunft. Die Ältesten sind ebenfalls Ende des 19. Jahrhunderts errichtet worden. Der neuere Teil stammt vom Beginn der 1950er Jahre.

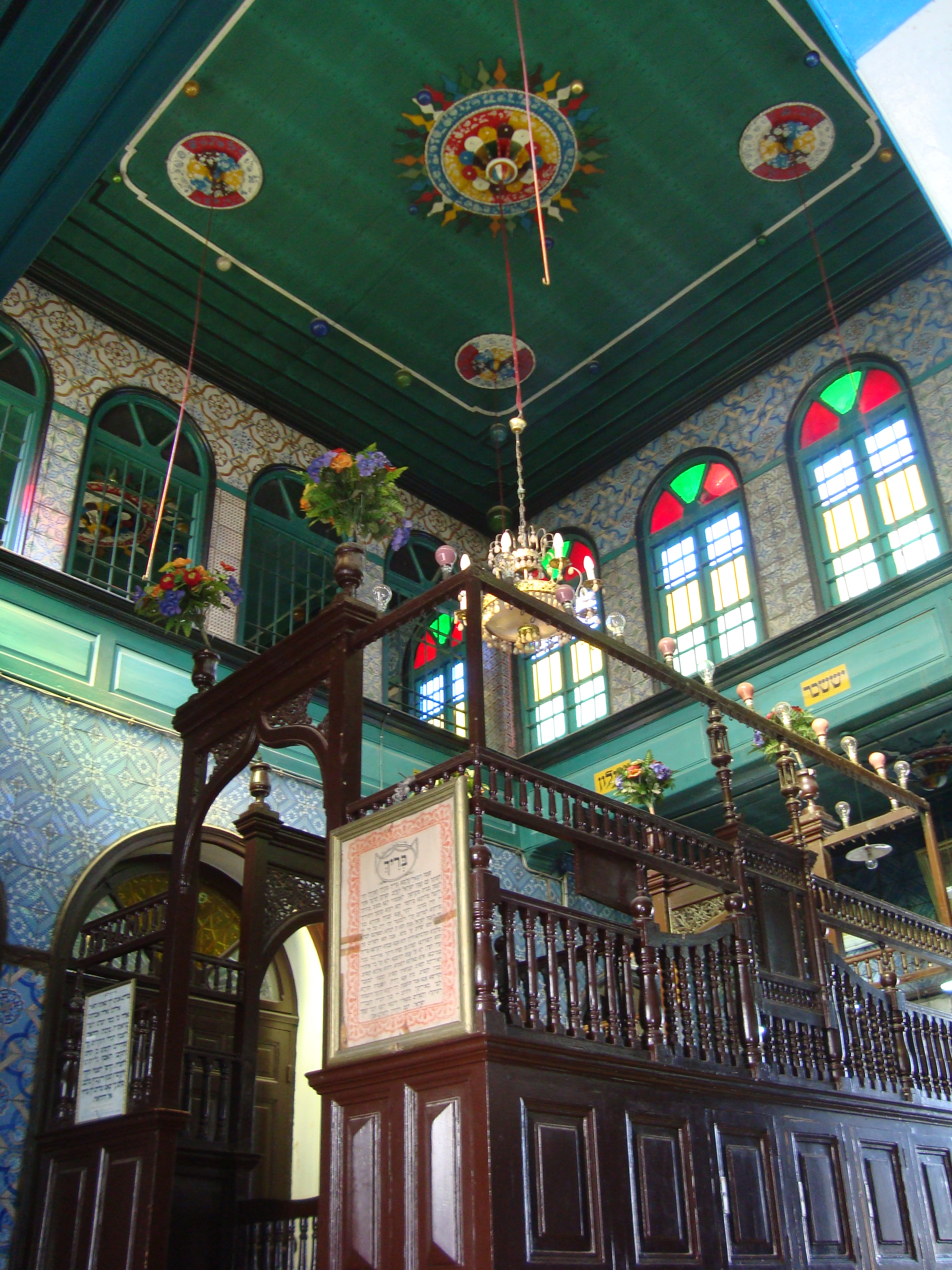
Detail der Decke

## Verwaltung der Synagoge
Die Synagoge wird durch einen unabhängigen Verwaltungsausschuss kontrolliert, der Ende des 19. Jahrhunderts aufgestellt wurde, als Djerba unter französischem Protektorat stand. Der Verwaltungsausschuss organisiert die jährliche Wallfahrt, deren Einnahmen an die alten Einwohner des Dorfes ausgezahlt werden.

## Wallfahrt
Die Wallfahrt findet jährlich am 33. Tag des Omer-Zählens zwischen Pessach und Schawuot statt. Die Feierlichkeiten beginnen am 14. Ijjar zur Erinnerung an den Rabbi Meir Baal HaNess und dauern bis zum Lag baOmer Fest, das am 18. Ijjar, in Erinnerung an den Rabbi Schimon ben Jochai (lokal bekannt als Rabbi Shem’) gefeiert wird.